# Zhengyangmen

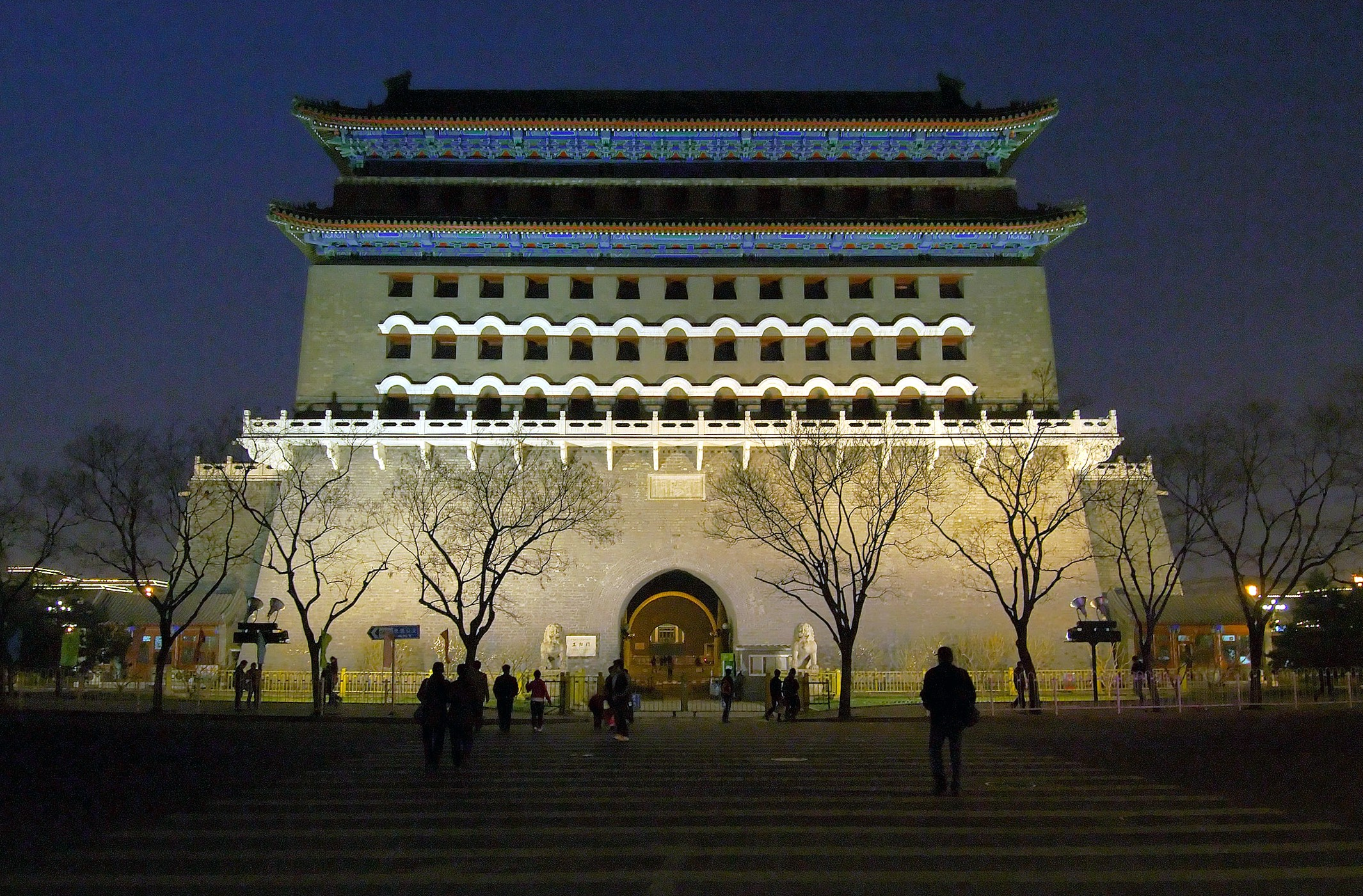
Vista frontale della Torre di guardia sormontante la porta fortificata.

Zhengyangmen (cinese: 正陽門T, 正阳门S, ZhèngyángménP, lett. "Porta Frontale"; manciù ᡨᠣᠪ ᡧᡠᠨ ᡳ ᡩᡠᡴᠠ; Möllendorf tob šun-i duka, letteralmente "Porta del Sole allo zenith"), nota colloquialmente come Qianmen (前門T, 前门S, QiánménP) e precedentemente come Lizhengmen (麗正T, 丽正门S, LìzhèngménP, lett. "Porta della Bella Giustizia"), è una porta nella cinta muraria storica di Pechino (Cina). Situata a sud di Piazza Tiananmen, proteggeva anticamente l'ingresso meridionale nel centro storico (c.d. "Città Interna"). Sebbene gran parte delle mura della città di Pechino siano state demolite, Zhengyangmen è stata preservata ed è ancor'oggi un importante indicatore geografico della città. L'asse nord-sud del centro cittadino passa per Zhengyangmen. 

## Storia

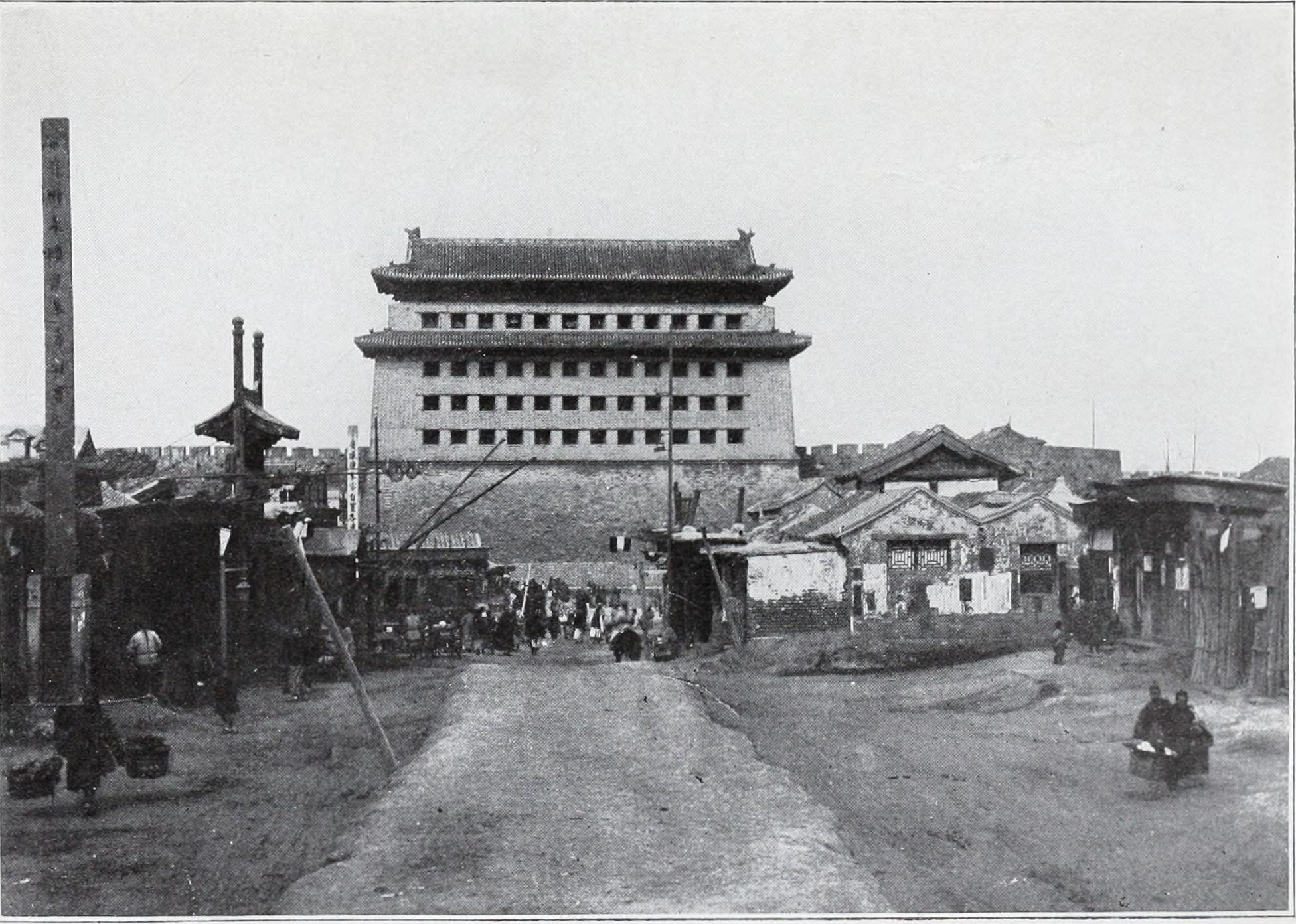
Zhengyangmen nel 1910.

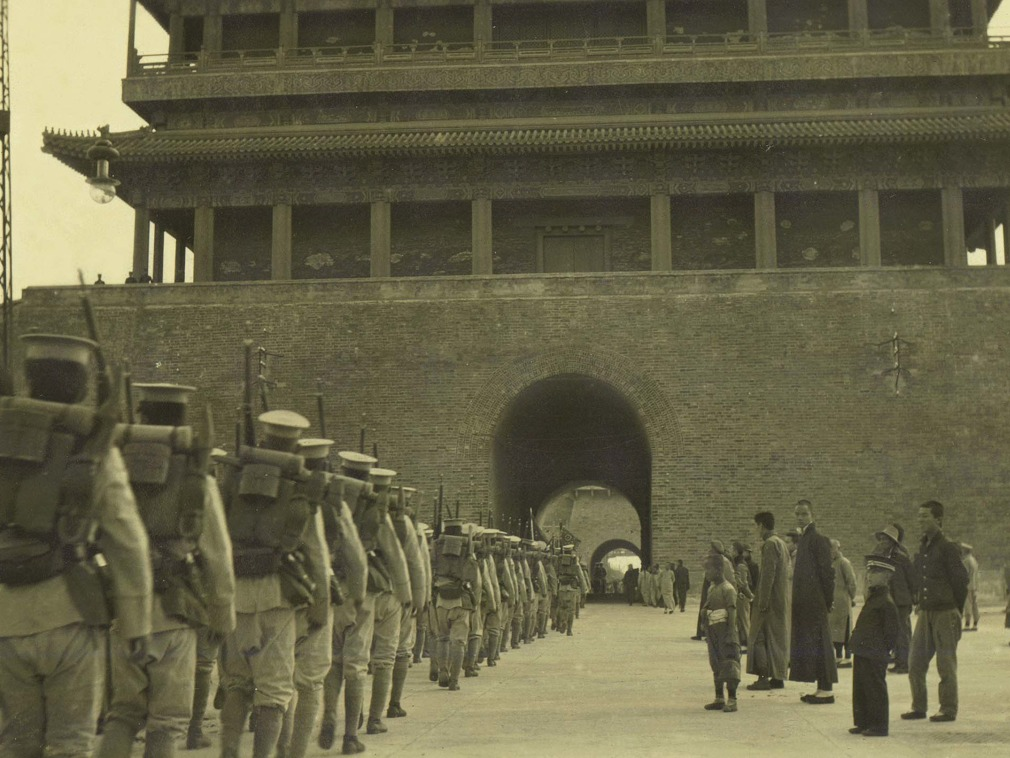
Truppe dell'esercito di Beiyang a Zhengyangmen durante gli anni '20.

### Costruzione e aspetto originario
Zhengyangmen fu costruita ex-novo nel 1419 dalla dinastia Ming. La costruzione andava a sostituire la precedente porta Yuan di Lizhengmen (麗正T, 丽正门S, LìzhèngménP, lett. "Porta della Bella Giustizia"), principale ingresso meridionale della capitale mongola di Dadu, ubicata in realtà circa 1,5 lǐ più a nord. Il nome "Lizhengmen" venne mantenuto dalla struttura sino al regno dell'imperatore Zhengtong (1435-1449), quando mutò in "Zhengyangmen".
Fulcro del sistema difensivo meridionale delle mura cittadine, Zhengyangmen era composta daː 
- una porta-torre integrata nella cinta muraria;
- una torre di guardia; e
- un barbacane in forma di "U" con una porta su ogni punto cardinale (le porte settentrionale e meridionale erano rispettivamente dominate dalla porta-torre e dalla torre di guardia). La porta meridionale era d'uso esclusivo dell'imperatore ed ai comuni mortali era imposto di entrare ed uscire da Zhengyangmen tramite le due porte laterali del barbacane.[3]

Da Zhengyangmen dipartiva l'asse viario nord-sud di Pechino che, attraverso la Porta Tienanmen della Città imperiale, portava alla Porta Meridiana della Città Proibita. Zhengyangmen e Tienanmen erano tra loro collegate da un percorso murato.
Zhengyangmen fu costruita nello stile Xieshanding a tripla gronda, con piastrelle grigie smaltate verdi. La porta-torre sorgeva su una piattaforma in cima alle mura, ad un'altezza di 13,2 metri. L'altezza complessiva della struttura era di 27,76 metri. La porta aveva stanze su due livelli, con sette stanze esterne larghe 41 metri e tre stanze interne larghe 21 metri. Direttamente a sud c'era la torre di guardia, comunemente nota come Qianmen ("Porta d'ingresso"), larga sette stanze. Ogni piano aveva 13 balestriere (le altre torri di avvistamento del centro città avevano tutte 12 balestriere per piano). Ulteriori torri nella parte posteriore avevano 4 balestriere sui lati meridionali dei piani superiori. I lati est e ovest avevano quattro piani con 4 balestriere su ogni piano. Le torri di guardia e la porta-torre erano collegate da spessi muri di mattoni formanti il barbacane di Zhengyangmen, largo 108 m e profondo 85 m. Le estremità orientale e occidentale presentavano porte laterali con archi muniti di serrature da mille jin (circa 500 kg). Normalmente il cancello della torre di guardia e il cancello laterale orientale erano chiusi; la gente comune usava la postierla del cancello laterale occidentale. 
Laddove ogni barbacane della Città Interna conteneva un tempio, il barbacane di Zhengyangmen ne aveva due: il Tempio di Guan Yu (Guāndimiao) a ovest e il Tempio di Guānyīn (Guānyīnmiao) a est. Entrambi i tetti avevano il tempio di tegole gialle, colore precipuo dell'Imperatore. Il Guandimiao aveva statue originali Ming, tra cui i c.d. "Tre Tesori di Guandimiao": una spada preziosa, un dipinto di Guandi (Guan Yu) e una statua di cavallo di giada bianca. Gli imperatori Qing, particolarmente devoti a Guan Yu, visitavano il Guandimiao e vi accendevano dell'incenso ogni volta che tornava da una visita al Tempio del Cielo.

### XIX e XX secolo
La prima stazione ferroviaria di Pechino, la "Stazione Qianmen", fu costruita appena fuori dalla porta. Gli edifici avevano uno stile architettonico europeo contemporaneo. 
La torre di guardia di Zhengyangmen fu danneggiata da un incendio nel 1900 durante la Ribellione dei Boxer. Durante la battaglia di Pechino (1900), a Zhengyangmen, i Kansu Braves del generale musulmano Ma Fulu ingaggiarono in feroci combattimenti l'Alleanza delle otto nazioni. Ma Fulu e 100 dei suoi soldati morirono in quella battaglia. I soldati indiani del corpo di spedizione britannico usarono il legname della torre come combustibile quell'inverno. L'Impero Qing in seguito violò il c.d. "Protocollo dei Boxer" proprio facendo ricostruire le fortificazioni di Zhengyangmen. 
Il complesso fortificato fu ampiamente ristrutturato nel 1914, mentre le porte laterali del barbacane furono demolite insieme allo stesso nel biennio 1915-1916 onde decongestionare il traffico di Pechino per intervento diretto dell'allora ministro degli Affari interni Zhu Qiqian. Il progetto venne realizzato dall'architetto tedesco Rothkegel e trasformò la struttura difensiva in uno snodo viario in stile europeo (con tanto di viale alberato). I templi di Guandimiao e Guanyinmiao scamparono alle demolizioni e vennero arricchiti dalla posa di statue leonine.
Dopo la vittoria comunista nella guerra civile cinese nel 1949,  Zhengyangmen fu occupata dal presidio di Pechino dell'esercito popolare di liberazione. I militari lasciarono la "caserna del cancello" solo nel 1980 (il sito è ora un'attrazione turistica). Durante la c.d. "Grande rivoluzione culturale" furono distrutti a Zhengyangmen i templi Guandimiao e Guanyinmiao. 
Zhengyangmen scampò alle demolizione delle mura cittadine alla fine degli anni '60, durante la costruzione della metropolitana di Pechino, mentre altre porte furono rase al suolo o pesantemente mutilate. La torre di guardia e la porta-torre di Zhengyangmen furono salvate nel 1965 per ordine dell'allora premier Zhou Enlai.
Oggi, Qianmen Avenue (Dajie) taglia tra la porta Zhengyangmen e la torre di guardia più a sud. La Stazione Qianmen della Linea 2 si trova anch'essa tra le due strutture entro lo spazio un tempo circondate dal barbacane. 
Con i suoi 42 metri di altezza, Zhengyangmen era ed è la più alta tra tutte le porte nelle mura di Pechino e rimane uno dei simboli duraturi della città.

## Significato geografico
Zhengyangmen è situata sull'asse nord-sud che attraversa il centro di Pechino, lungo il quale, partendo dalla Porta di Yongdingmen, a sud, s'incontrano, dopo Zhengyangmen, il Mausoleo di Mao Zedong e il Monumento agli eroi del popolo in Piazza Tiananmen, Porta di Tiananmen, la Porta Meridiana della Città Proibita ed il trono imperiale nel Palazzo della Suprema Armonia, la Porta della Divina Potenza (accesso settentrionale alla Città Proibita) le torri della campana e del tamburo e l'ingresso al Parco olimpico di Pechino all'estremo nord. 
Il "chilometro zero" delle autostrade cinesi si trova appena fuori Zhengyangmen. È segnato con una placca nel terreno, con i quattro punti cardinali, quattro animali e la scritta "Punto zero delle autostrade cinesi" in lingua inglese e cinese.

## Circondario
L'area vicino a Zhengyangmen comprende diversi siti storici. Il viale che procede a sud è noto come "Qianmen Street" ed è stato un centro commerciale per diversi secoli, anche se ora si rivolge principalmente ai turisti provenienti da altre parti della Cina. A seguito della riqualificazione negli anni 2000 da parte dello sviluppatore immobiliare SOHO China, gli esercizi di Qianmen Street vendono marchi internazionali che non soddisfano né i residenti locali né i visitatori domestici, con il risultato che Qianmen Avenue è ora spesso in gran parte deserta. Dashilanr è un noto crocevia. Il ristorante Quanjude di anatra alla pechinese si trova in Qianmen Street. L'area di Qianmen ospita anche il più stretto degli hutong di Pechino, il Qianshi hutong. 

## Trasporti
La linea 2 della metropolitana di Pechino ferma a Qianmen. Linee di autobus di Pechino 8, 17, 48, 66, 67, 69, 71, 82, 93, 126, 623, BRT1 (快速 公交 1), itinerario turistico 2 (观光 2), speciale 4 (特 4) e speciale 7 (特 7) hanno un terminale a Qianmen. 

## Galleria d'immagini

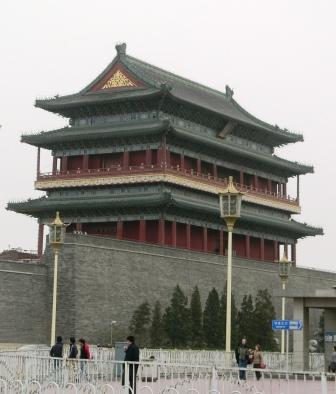
La "caserma-torre".
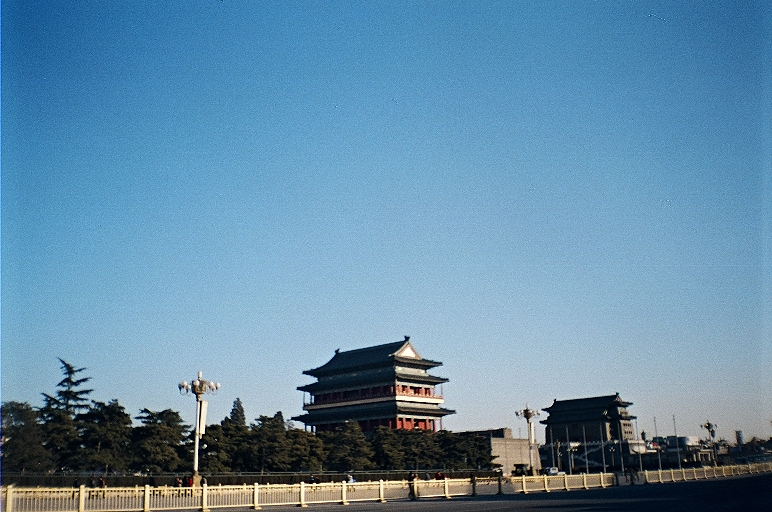
Vista da Piazza Tiananmen con la porta-torre (a sinistra) e la torre di guardia (a destra) più a sud.
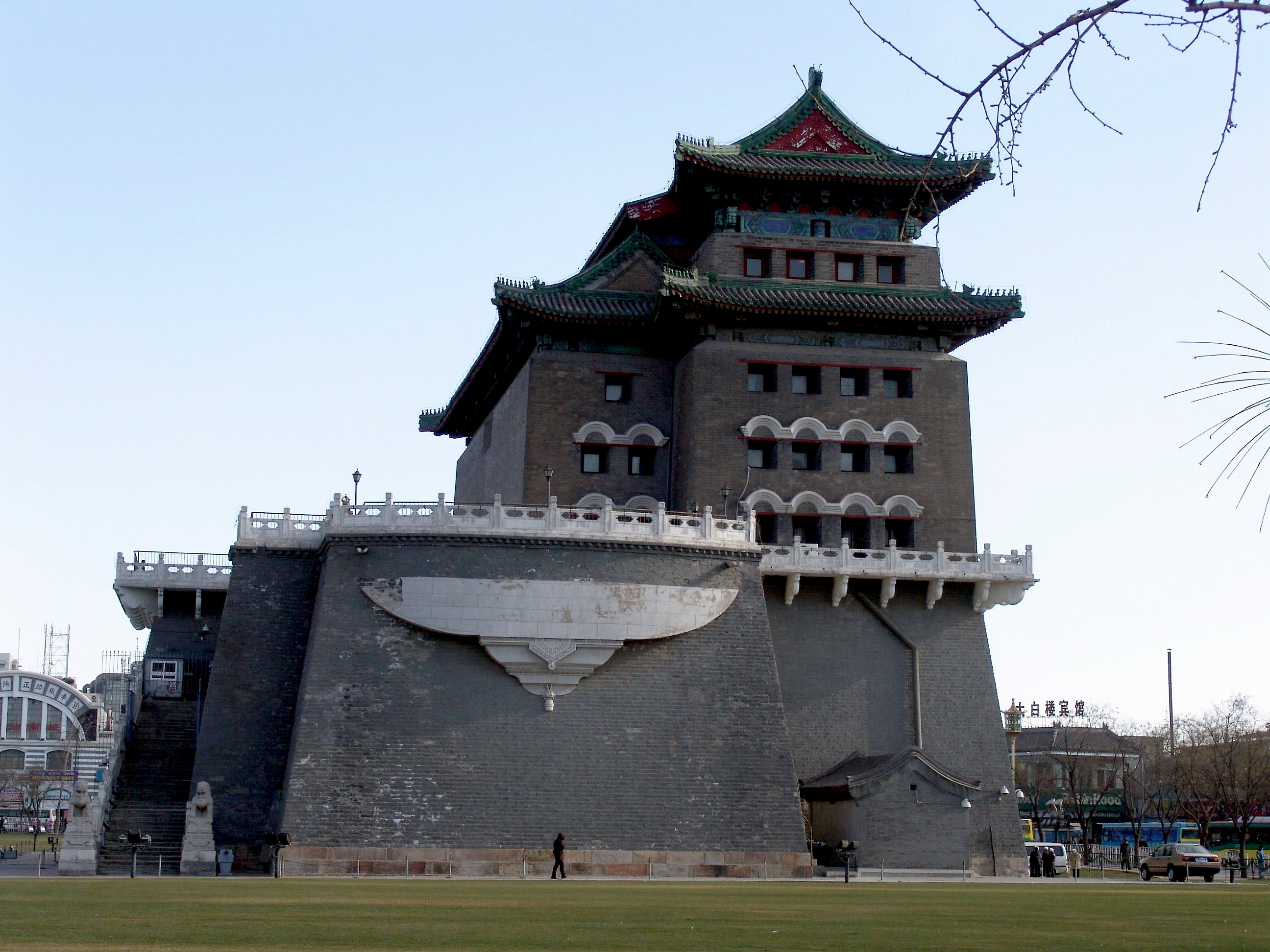
Torre di guardia (vista ovest).
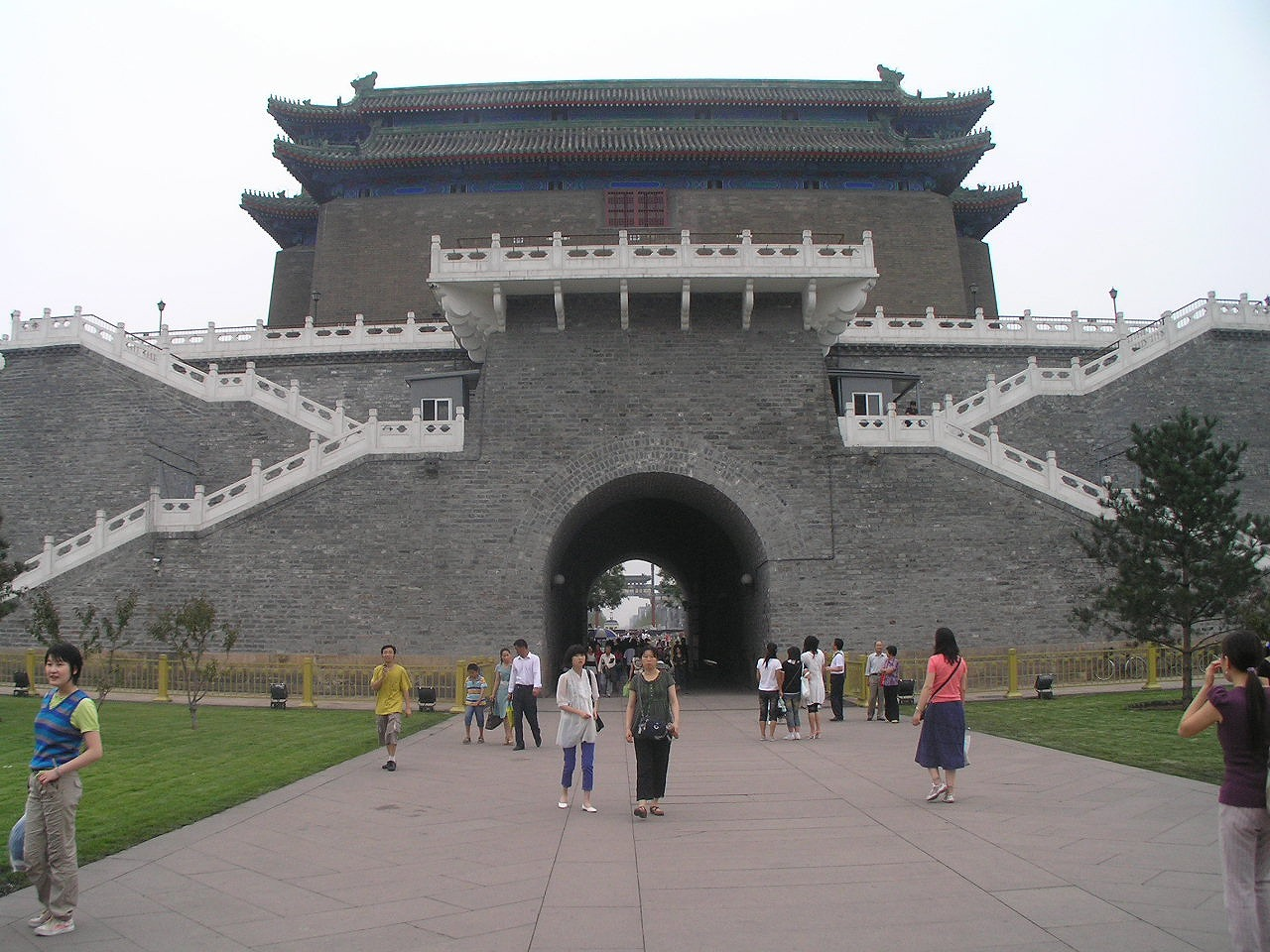
Torre di guardia (vista nord).